# Sandra Paños
Sandra Paños García-Villamil (Alicante, 4 de noviembre de 1992) es una futbolista española que juega como portera en el Club América Femenil de la Primera División. Es internacional con la selección española absoluta desde 2011.
Considerada una de las mejores guardametas del mundo, Paños ha ganado cuatro ligas, cinco copas de la Reina, tres Supercopa de España y dos Champions League con el Barcelona.  En el plano individual, se ha alzado con el trofeo Zamora como portera menos goleada hasta en cuatro ocasiones.

## Biografía
Nacida en Alicante el 4 de noviembre de 1992, es hija de Luis Ernesto Paños (exjugador de fútbol) y de Gemma García-Villamil (atleta). Tiene un hermano mayor, Javier, que también es futbolista. Ligada al deporte desde pequeña, Paños empezó practicando kárate, pero pronto se pasó al fútbol sala.
Tras empezar la carrera de magisterio, Paños se graduó en INEF a la vez que continuaba su carrera como deportista de élite. 

## Trayectoria

### Levante U. D.
Paños debutó con el Levante UD en Primera División en 2010, con solo 18 años. Permaneció cinco años en el equipo hasta que al final de la temporada 2015-16 fichó por el F. C. Barcelona para cubrir la baja de Chelsea Ashurst. En sus cinco temporadas en el Levante jugó más de cien partidos y consiguió marcar un gol, de falta directa desde el centro del campo, en la victoria contra el Espanyol 3-2 en abril de 2015.

### F. C. Barcelona

#### Temporada 2015-2016
Paños llegó a Barcelona en verano de 2015, tras cinco temporadas siendo portera titular indiscutible en el Levante. Empezó su andadura en el club azulgrana compartiendo la titularidad con Laura Ráfols. Ese mismo año fue incluida en la lista de las 18 mejores jugadoras de la Liga de Campeones por la UEFA.

#### Temporada 2016-2017
En enero de 2017 los servicios médicos del club anunciaron que Paños había sufrido una lesión en el recto anterior de la pierna derecha durante un entrenamiento que la mantendría fuera de los terrenos de juego durante 4 semanas.
El equipo terminó la temporada proclamándose campeonas de la Copa de la Reina en la final disputada contra el Atlético de Madrid. Además, por primera vez en la historia del fútbol español, consiguieron llegar hasta semifinales de la Liga de Campeones.

#### Temporada 2017-2018
El conjunto azulgrana finalizó la temporada clasificándose en segunda posición en la Liga española y ganando la Copa de la Reina en el estadio romano de Mérida, en una final disputada ante el Atlético de Madrid. Ya como guardameta titular indiscutible, Paños participó en 27 partidos de liga y ganó su segundo trofeo Zamora que la acredita como portera menos goleada del campeonato. También fue incluida en el equipo Ideal de la Champions League, y la séptima mejor portera del mundo por la IFFHS.
En junio, al concluir la temporada, el club anunció la renovación de su contrato hasta 2021.

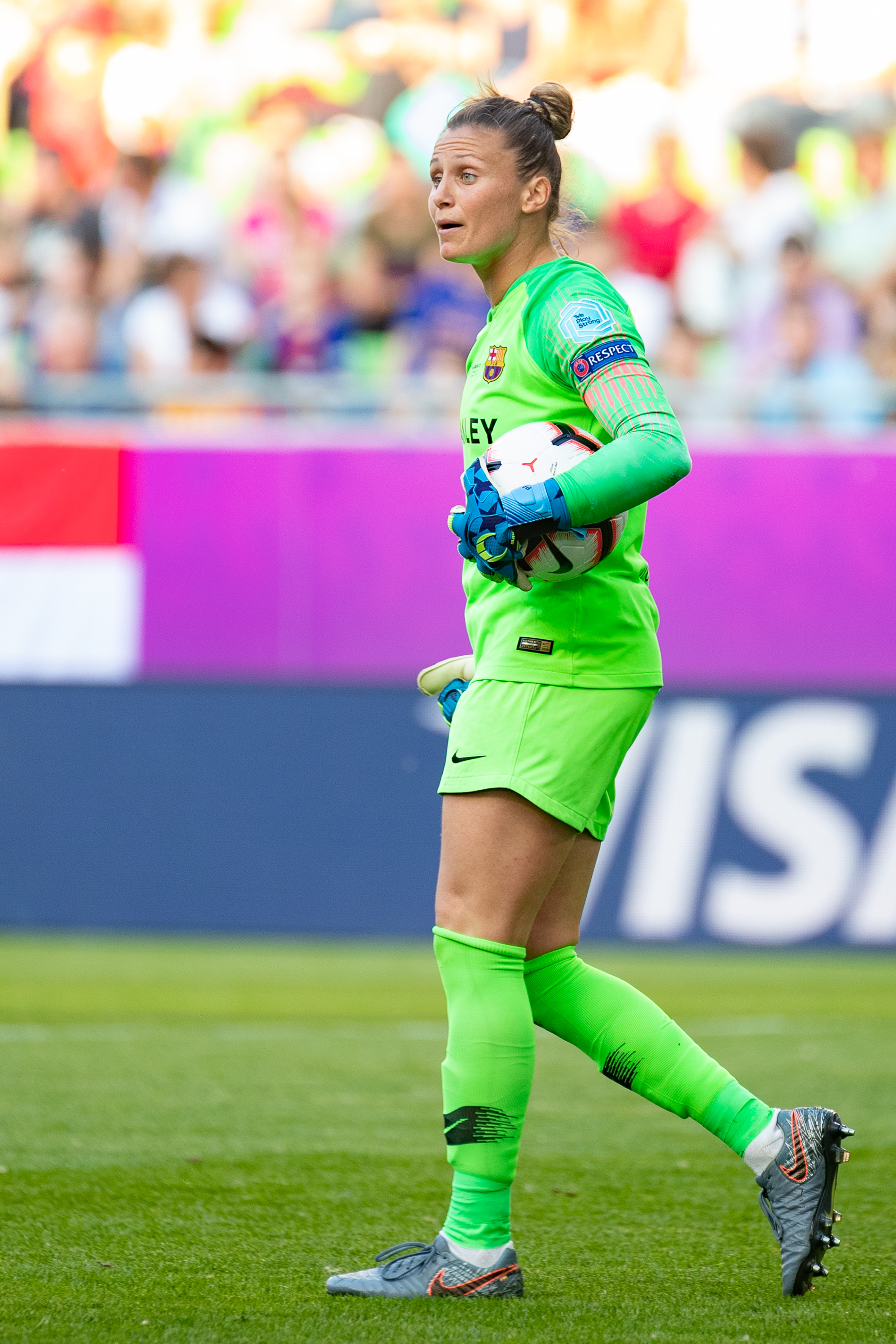
Sandra Paños durante la final de la Liga de Campeones de 2019.

#### Temporada 2018-2019
Al inicio de la temporada Paños fue elegida como tercera capitana del equipo. Las azulgrana terminaron la liga doméstica en segunda posición por detrás del Atlético de Madrid. En la Copa de la Reina, fueron eliminadas en las semifinales por el Atlético de Madrid tras caer por 2-0. Paños concluyó su cuarta temporada en el club habiendo jugado 27 partidos de liga y encajando tan solo 10 goles. Dicho promedio le permitió ganar su tercer trofeo Zamora, el segundo consecutivo.
Por primera vez en su historia, el equipo se clasificó para la final de la liga de campeones tras derrotar en semifinales al Bayern de Múnich por 0-1 en la ida y 1-0 en la vuelta, convirtiéndose así en el primer equipo español en disputar una final europea. Paños fue una de las claves de que el conjunto catalán consiguiera el billete a la final tras hacer diversas intervenciones de mérito durante los dos partidos de semifinales. Las azulgrana se enfrentaron al Olympique de Lyon en una final en la que salieron derrotadas por 4-1. Por segundo año consecutivo fue incluida en el once ideal de la UEFA Champions League junto a Vicky Losada y Alexia Putellas.

#### Temporada 2019-2020
En febrero se disputó la primera Supercopa de España femenina de la historia. La final, que enfrentó a las azulgrana contra la Real Sociedad, terminó con un contundente 1-10 y el equipo dirigido por Lluís Cortés se proclamó campeón del torneo. En mayo de 2020 el equipo se proclamó campeón de la Liga Iberdrola a falta de ocho jornadas por disputar debido a la suspensión de la competición doméstica a causa de la pandemia por la Covid-19. Paños jugó 19 partidos y encajó tan solo 5 goles, eso es un promedio de 0,26 goles por partido; la mejor marca de la guardameta alicantina. Con dichos números, revalidó su título de portera menos goleada de la Liga.
El tramo final de la Copa de la Reina se jugó en febrero de 2021. Las azulgranas se enfrentaron en la final al Escuela de Fútbol Logroño en el estadio de la Rosaleda de Málaga donde ganaron por 3 goles 0. En la máxima competición europea, el equipo cayó eliminado en semifinales frente al Wolfsburgo.
Junto a Torrejón, Mapi León, Alexia y Jenni Hermoso, fue nominada para formar parte del mejor once del año 2020. Además, fue nombrada como una de las 100 mejores futbolistas del mundo por el periódico The Guardian. También estuvo nominada por la UEFA al premio a la mejor portera de la Champions.

#### Temporada 2020-2021
El equipo empezó la temporada con el primer clásico femenino de la historia, partido disputado en la ciudad deportiva de Valdebebas y consiguiendo un abultado resultado de 0-4 frente a las madridistas. En octubre de 2020 sufrió una lesión en el bíceps femoral de su muslo derecho que la apartó de los terrenos de juego durante diversos partidos.
En enero de 2021 se jugó, en formato final a 4, la segunda edición de la Supercopa de España. El equipo jugó la semifinal frente al Atlético de Madrid en un partido que terminó con empate a 1. Las azulgranas quedaron eliminadas en la tanda de penaltis y no pudieron revalidar el título de la campaña anterior.
En marzo de 2021 el equipo se clasificó para jugar las semifinales de la Liga de Campeones tras eliminar en cuartos de final al Manchester City. Paños fue una de las protagonistas de la eliminatoria tras atajar un penalti en el partido de ida y hacer diversas intervenciones de mérito en el partido de vuelta jugado en tierras inglesas. En mayo de 2021, tras la clasificación del equipo para disputar la final de la Liga de Campeones, el club anunció la renovación del contrato de la alicantina hasta 2024. El 16 de mayo se proclamó campeona de Europa junto a sus compañeras tras superar en la final de la Champions al Chelsea por 4 goles a cero.
El 9 de mayo el equipo se proclamó campeón de Liga a falta de ocho partidos por disputarse tras el empate del Levante, su principal perseguidor. Las azulgrana consiguieron así revalidar el título conseguido la temporada anterior.

## Selección

### Categorías inferiores
Con 15 años empezó a ser convocada por la selección sub-17. Comenzó su carrera internacional como portera en la Eurocopa sub-17 de 2009, donde el combinado español se proclamó subcampeón tras ser derrotado en la final por la selección alemana. Repitió en la Eurocopa de 2010 en la que, esta vez sí, las españolas derrotaron a Irlanda en la final ganando el título de campeonas de Europa.
En 2011 viajó con la sub-19 a Italia para disputar la Eurocopa de ese año. El equipo cayó eliminado en la fase de clasificación.

### Absoluta
En septiembre de 2011 fue convocada por primera vez por la selección absoluta sustituyendo a la lesionada María José Pons. Cinco meses después debutó con la absoluta en un amistoso contra Austria. Formó parte de la plantilla que participó en el Campeonato Mundial de 2015 de Canadá como tercera portera, por detrás de Ainhoa Tirapu y Lola Gallardo, pero no disputó ningún minuto.
Tras el nombramiento de Jorge Vilda como seleccionador en 2015, Paños siguió formando parte de todas las convocatorias alternando titularidad con la sevillana Lola Gallardo. En 2017 fue una de las elegidas para jugar la Eurocopa de Países Bajos. La roja fue eliminada en cuartos de final por la selección de Austria. En verano de 2019 fue una de las integrantes de la selección española absoluta que participó en el Mundial de Francia. Por primera vez en la historia, la selección se clasificó para jugar los octavos de final del torneo, donde fue eliminada por la que terminaría proclamándose campeona, la selección de Estados Unidos. Tras haber rotado con Gallardo en la portería durante los partidos de preparación, Paños se hizo con la titularidad durante todo el campeonato.
En enero de 2020 la selección participó por primera vez en la copa She Believes. El equipo de Vilda concluyó el campeonato con una victoria por 3-1 ante Japón, una derrota por la mínima (1-0) ante las vigentes campeonas del Mundo, Estados Unidos; y una victoria, también por la mínima ante Inglaterra (1-0). La roja terminó su participación en el torneo en segunda posición, por detrás de las estadounidenses.

### Participaciones internacionales
| Campeonato      | Equipo              | Sede         | Resultado        |
| --------------- | ------------------- | ------------ | ---------------- |
| Eurocopa 2017   | Selección de España | Países Bajos | Cuartos de final |
| Mundial de 2019 | Selección de España | Francia      | Octavos de final |

## Estadísticas
| Club                          | Temporada           | Liga                | Liga                | Liga  | Copa  | Copa  | Continental | Continental | Total | Total |  |
| Club                          | Temporada           | Div.                | Part.               | Goles | Part. | Goles | Part.       | Goles       | Part. | Goles |  |
| ----------------------------- | ------------------- | ------------------- | ------------------- | ----- | ----- | ----- | ----------- | ----------- | ----- | ----- |  |
| Levante U. D. · España        | 2010-11             | 1.ª                 | 26                  | 0     | 2     | 0     | -           | -           | 28    | 0     |  |
| Levante U. D. · España        | 2011-12             | 1.ª                 | 34                  | 0     | -     | -     | -           | -           | 34    | 0     |  |
| Levante U. D. · España        | 2012-13             | 1.ª                 | 29                  | 0     | 4     | 0     | -           | -           | 33    | 0     |  |
| Levante U. D. · España        | 2013-14             | 1.ª                 | 30                  | 0     | 4     | 0     | -           | -           | 34    | 0     |  |
| Levante U. D. · España        | 2014-15             | 1.ª                 | 30                  | 0     | 1     | 0     | -           | -           | 31    | 0     |  |
| Levante U. D. · España        | Total               | Total               | 149                 | 0     | 0     | 0     | 0           | 0           | 160   | 0     |  |
| F. C. Barcelona · España      | 2015-16             | 1.ª                 | 17                  | 0     | -     | -     | 4           | 0           | 21    | 0     |  |
| F. C. Barcelona · España      | 2016-17             | 1.ª                 | 22                  | 0     | -     | -     | 7           | 0           | 29    | 0     |  |
| F. C. Barcelona · España      | 2017-18             | 1.ª                 | 27                  | 0     | 4     | 0     | 5           | 0           | 36    | 0     |  |
| F. C. Barcelona · España      | 2018-19             | 1.ª                 | 27                  | 0     | 3     | 0     | 9           | 0           | 39    | 0     |  |
| F. C. Barcelona · España      | 2019-20             | 1.ª                 | 19                  | 0     | 3     | 0     | 5           | 0           | 27    | 0     |  |
| F. C. Barcelona · España      | 2020-21             | 1.ª                 | 24                  | 0     | 1     | 0     | 7           | 0           | 32    | 0     |  |
| F. C. Barcelona · España      | 2021-22             | 1.ª                 | 1                   | 0     | -     | -     | -           | -           | 1     | 0     |  |
| F. C. Barcelona · España      | Total               | Total               | 137                 | 0     | 11    | 0     | 37          | 0           | 185   | 0     |  |
| Club América Femenil · México | 2024-25             | 1.ª                 | 46                  | 0     | -     | -     | 4           | 0           | 50    | 0     |  |
| Club América Femenil · México | Total               | Total               | 46                  | 0     | 0     | 0     | 4           | 0           | 50    | 0     |  |
| Club América Femenil · México | Total en su carrera | Total en su carrera | Total en su carrera | 326   | 0     | 11    | 4           | 0           | 395   | 0     |  |

## Palmarés

### Campeonatos nacionales
| Título              | Club            | País   | Año  |
| ------------------- | --------------- | ------ | ---- |
| Copa de la Reina    | F. C. Barcelona | España | 2017 |
| Copa de la Reina    | F. C. Barcelona | España | 2018 |
| Supercopa de España | F. C. Barcelona | España | 2020 |
| Primera División    | F. C. Barcelona | España | 2020 |
| Copa de la Reina    | F. C. Barcelona | España | 2020 |
| Primera División    | F. C. Barcelona | España | 2021 |
| Copa de la Reina    | F. C. Barcelona | España | 2021 |
| Supercopa de España | F. C. Barcelona | España | 2022 |
| Primera Iberdrola   | F. C. Barcelona | España | 2022 |
| Copa de la Reina    | F. C. Barcelona | España | 2022 |

### Campeonatos internacionales
| Título            | Equipo          | Sede         | Año  |
| ----------------- | --------------- | ------------ | ---- |
| Liga de Campeones | F. C. Barcelona | Suecia       | 2021 |
| Liga de Campeones | F. C. Barcelona | Países Bajos | 2023 |

### Distinciones individuales
| Distinción                                                       | Año  |
| ---------------------------------------------------------------- | ---- |
| Equipo Ideal de la Liga de Campeones de la UEFA                  | 2016 |
| Trofeo Zamora                                                    | 2016 |
| Equipo Ideal de la Liga de Campeones de la UEFA                  | 2018 |
| Trofeo Zamora                                                    | 2018 |
| Equipo Ideal de la Liga de Campeones de la UEFA                  | 2019 |
| Trofeo Zamora                                                    | 2019 |
| Trofeo Zamora                                                    | 2020 |
| Equipo Ideal de la Liga de Campeones de la UEFA                  | 2021 |
| Mejor Portera de la Temporada de la Liga de Campeones de la UEFA | 2021 |